# Минго (Ајова)
Минго (енгл. Mingo) град је у америчкој савезној држави Ајова. По попису становништва из 2010. у њему је живело 302 становника.

## Демографија
Према попису становништва из 2010. у граду је живело 302 становника, што је 33 (12,3%) становника више него 2000. године.
| Група             | 2000.       | 2010.       |
| Белци             | 261 (97,0%) | 293 (97,0%) |
| Афроамериканци    | 0 (0,0%)    | 2 (0,7%)    |
| Азијати           | 0 (0,0%)    | 0 (0,0%)    |
| Хиспаноамериканци | 5 (1,9%)    | 3 (1,0%)    |
| Укупно            | 269         | 302         |